# Eggen (Kempten)
Eggen ist ein in der kreisfreien Stadt Kempten (Allgäu) aufgegangener Weiler und Ortsteil.
Ein erster sicherer Beleg für eine Erwähnung liegt für 1380 vor, wo sich das Stift Kempten und die Reichsstadt Kempten über Weiderechte der Höfe zu Eggen und anderen Nachbarorten einigen. Vereinzelt ist Ego (1525) und Egge (1527) und Eggo (1593) schriftlich überliefert. Für 1527 sind zwei stiftkemptische Güter in Eggen nachweisbar.
1818 kam Eggen zur neu entstandenen Ruralgemeinde Sankt Lorenz. Zum 1. Oktober 1934 wurde Eggen aus Sankt Lorenz ausgegliedert und zur Stadt Kempten eingemeindet. Ein Eggen ist durch die fortlaufende Ausdehnung der Urbanisierung (beispielsweise Bau des Mittleren Rings) ins ehemalige Umland der Stadt Kempten nicht mehr ersichtlich. In dem Areal des ehemaligen Eggen sind nur noch die Straßen Eggener Berg und Unterhalb Eggen vorhanden. 